# Un velero llamado libertad/Si a ti te hubieran dicho
«Un velero llamado libertad/Si a ti te hubieran dicho» es un doble sencillo del cantautor español José Luis Perales del álbum Tiempo de otoño. Fue lanzado en 1980, por la discográfica Hispavox (completamente absorbida por EMI en 1985), siendo Rafael Trabucchelli † el director de producción.

## Lista de canciones
Todas las canciones escritas y compuestas por José Luis Perales. 
| Lado A |                              |          |  |
| N.º    | Título                       | Duración |  |
| 1.     | «Un velero llamado libertad» |          |  |

| Lado B |                             |          |  |
| N.º    | Título                      | Duración |  |
| 1.     | «Si a ti te hubieran dicho» |          |  |

## Listas musicales de álbumes
| Lista                 | Posición |
| --------------------- | -------- |
| EUA Billboard Hot 200 | 1        |
| UK Albums Chart       | 2        |

## Créditos y personal
- Todas las canciones compuestas por José Luis Perales
- Compañía discográfica: Hispavox
- Productor discográfico: Rafael Trabucchelli†
- Fotografía: J. G. Villalba

### Créditos y personal
- «DISCOGRAFÍA - TIEMPO DE OTOÑO». joseluisperales.net. 2012. Archivado desde el original el 26 de abril de 2012. Consultado el 15 de enero de 2013.

- Datos: Q16644137